# Shen Yue
Shen Yue (Chino: 沈月), es una actriz china, conocida por haber interpretado a Chen Xiaoxi en A Love So Beautiful, a Dong Shancai en Meteor Gardeny a Tong Xiaoyou en Count Your Lucky Stars.

## Biografía
Tiene un hermano menor.
Estudió en la Universidad de Hunan, dónde estudió periodismo y comunicación, graduándose en 2014.
Es amiga de los actores Gao Zhiting, Na Shengyan, Sun Ning y la actriz Wang Ziwei.

## Carrera
Es miembro de la agencia "Mantra Pictures".
En el 2017 realiza su debut en la televisión al aparecer en la serie Autumn Harvest Uprising (秋收起义) donde interpretó a Zeng Zhi.
Comienza a darse a conocer el 9 de noviembre de 2017 cuando se une al elenco principal de la serie A Love So Beautiful (致我们单纯的小美好) donde da vida a Chen Xiaoxi, una joven brillante y optimista con un talento para el dibujo que admira a Jiang Chen (Hu Yitian). La serie estuvo basada en la novela "Our Pure Little Beauty" de Zhao Gangan.
En enero del 2018 aparece en una sesión fotográfica para "Elle China" junto a Dylan Wang, Darren Chen, Caesar Wu y Connor Leong.
El 29 de abril de 2018 aparece por primera vez como invitada en el programa Happy Camp junto a Zhang He, Arthur Chen, Hu Xianxu, Peng Yuchang, Song Weilong, Kyulkyung (Zhou Jieqiong) y Yu Wenwen. Más tarde aparece nuevamente en la serie< el 26 de mayo de 2018 junto a Dylan Wang, Darren Chen, Caesar Wu, Liang Jingkang, Cao Yunjin, Liu Wei y Chai Zhiping.
El 9 de julio de 2018 su fama aumenta al unirse al elenco principal de la serie china Meteor Garden (流星花园) donde interpreta a Dong Shancai, una joven con carácter fuerte, obstinada pero amable que no se permite a sí misma ni a otros ser intimidados. Termina enamorándose de Daoming Si (Dylan Wang). La serie fue un remake de la serie taiwanesa con el mismo nombre "Meteor Garden".
Ese mismo año aparecie en el quinto episodio del programa PhantaCity junto a Dylan Wang, Darren Chen, Caesar Wu y Connor Leong.
El 22 de julio del 2019 se une al elenco principal de la serie Another Me (七月与安生) donde interpreta a An Sheng. La serie estuvo basada en la novela china "Soul Mate".
En julio de 2019 se anuncia que los medios de comunicación de Hong Kong la habían elegido como una de las "novias de la parte continental", junto a las actrices Yang Zi, Wu Qian y Xing Fei. 
En el 2020 se une al elenco principal de la serie Count Your Lucky Stars (交换吧！运气, I Really Like You) donde da vida a Tong Xiaoyou, una aspirante a diseñadora que parece no tener suerte.
El 10 de marzo de 2021 se unirá al elenco principal de la serie Use For My Talent (también conocida como "My Dear Neat Freak") donde interpretará Shi Shuangjiao. La serie es una adaptación china de la serie surcoreana Clean with Passion for Now.

## Filmografía

### Series de televisión
| 2021 | Use for My talent                          | Shi Shuang Jiao      | Notas              |
| ---- | ------------------------------------------ | -------------------- | ------------------ |
| 2021 | The Witty First Half                       | Xia Langlang         |                    |
| 2020 | With You (Together)                        | -                    | 2 episodios        |
| 2020 | Count Your Lucky Stars                     | Tong Xiaoyou         | 34 episodios       |
| 2020 | There’s You at My Left Shoulder (左肩有你) | -                    | Aparición especial |
| 2020 | Sink or Swim                               | Invencible Lord Shen | Cameo              |
| 2019 | Another Me                                 | An Sheng             | 53 episodios       |
| 2018 | Meteor Garden                              | Dong Shancai         | 49 episodios       |
| 2017 | A Love So Beautiful                        | Chen Xiaoxi          | 24 episodios       |
| 2017 | Let's Shake It!                            | Xiao Yue             |                    |
| 2017 | Autumn Harvest Uprising                    | Zeng Zhi             |                    |

### Películas
| Año  | Título                  | Personaje | Notas                                   |
| ---- | ----------------------- | --------- | --------------------------------------- |
| 2020 | Onmyoji (Shi Shen Ling) | Kagura    | Junto a Chen Kun, Zhou Xun y Qu Chuxiao |

### Programación de variedades
| Año              | Programa                       | Notas                                  |
| ---------------- | ------------------------------ | -------------------------------------- |
| 2018, 2019, 2021 | Happy Camp                     | 6 episodios - (Ep. 1040-1044) Invitada |
| 2020             | POSHPOSH                       |                                        |
| 2020             | Palace Musuem                  | Invitada                               |
| 2020             | Young Forever                  | Invitada                               |
| 2019             | Go! Fridge                     | (Ep. 5-6) Invitada                     |
| 2019             | Ace vs Ace                     | Invitada                               |
| 2019             | My Family / My Niece           | Miembro                                |
| 2018             | The Inn Season 2 (亲爱的·客栈) | 10 episodios - Miembro                 |
| 2018             | Day Day Up                     | Invitada                               |
| 2018             | Lipstick Prince                | Invitada                               |
| 2018             | Back to Field: Season 2        | (Ep. 9) - Invitada                     |
| 2018             | PhantaCity                     | (Ep. 5) - Invitada                     |
| 2014             | Summer Sweetie (夏日甜心)      | Miembro                                |

### Presentadora
| Año  | Programa                               | Notas             |
| ---- | -------------------------------------- | ----------------- |
| 2019 | 10th China Film Directors Guild Awards | Co - presentadora |

### Apariciones en videos musicales
| Año  | Artista | Canción | Notas |
| ---- | ------- | ------- | ----- |
| 2020 | Xu Song |         |       |

### Revistas / sesiones fotográficas
| Año  | Título                                   | Notas                                                     |
| ---- | ---------------------------------------- | --------------------------------------------------------- |
| 2020 | Style Magazine                           | (publicación de mayo)                                     |
| 2020 | Jalouse China                            |                                                           |
| 2020 | Super Magazine                           | (publicación de abril)                                    |
| 2020 | BLUEVISION                               | (publicación de febrero)                                  |
| 2020 | Our Street Style                         |                                                           |
| 2019 | BOBOSNAP                                 |                                                           |
| 2019 | New Romantics                            | (publicación de noviembre)                                |
| 2019 | OK! Magazine China                       |                                                           |
| 2019 | The G                                    |                                                           |
| 2019 | WITrip                                   |                                                           |
| 2019 | Chic Banana                              |                                                           |
| 2019 | Harper’s Bazaar Men China                | (publicación de octubre)                                  |
| 2019 | Icon Magazine                            | junto a Dylan Wang, Darren Chen y Caesar Wu               |
| 2019 | Street X                                 | (publicación no.7)                                        |
| 2019 | YA! Magazine                             | (publicación de agosto)                                   |
| 2019 | NEArt                                    | junto a Dylan Wang, Darren Chen, Caesar Wu y Connor Leong |
| 2019 | Cosmopolitan China - Girls Helping Girls | junto a Chen Duling                                       |
| 2019 | LifeStyle Magazine                       | junto a Chen Duling - (publicación #2284)                 |
| 2019 | Stream Magazine                          |                                                           |

## Eventos
| Año  | Título                                                                      | Notas   |
| ---- | --------------------------------------------------------------------------- | ------- |
| 2020 | CCTV Chinese New Year                                                       |         |
| 2020 | Baidu App Chinese New Year Live-stream Event                                |         |
| 2020 | The China Daily x The Communist Youth League of China’s “The Next 10 Years” | Beijing |
| 2019 | Cosmopolitan China - 2019 Cosmo Glam Night                                  |         |

## Discografía

### Sencillos
| Año  | Canción             | Álbum                                          | Notas               |
| ---- | ------------------- | ---------------------------------------------- | ------------------- |
| 2019 | Qi Yue and An Sheng | OST de "Another Me"                            | Junto a Chen Duling |
| 2019 | -                   | Canción Promocional de "Bureau of Transformer" | Junto a Tan Quan    |

### Otras canciones
| Año  | Título                            | Álbum                                                  | Notas                                                                                                   |
| ---- | --------------------------------- | ------------------------------------------------------ | --- |
| 2020 | 心暖心等于世界                    | Lanzado por Xinhua News Agency                         | Canción y mensajes para apoyar a quienes luchan contra el coronavirus. Colaboración con otros artistas. |
| 2020 | Let the World Be Filled With Love | Lanzado por China Federation of Literary & Art Circles | Canción para apoyar a quienes luchan contra el coronavirus. Colaboración con otros artistas.            |

## Premios y nominaciones
| Año  | Categoría                     | Premios                   | Trabajo | Resultado |
| ---- | ----------------------------- | ------------------------- | ------- | --------- |
| 2018 | Character of the Year         | Baidu Entertainment Award | -       | Ganadora  |
| 2018 | Top 10 Positive Energy Models | Weibo V Influence Summit  | -       | Ganadora  |